# Ayub Masika
Ayub Timbe Masika (Nairobi, 10 settembre 1992) è un calciatore keniota, attaccante svincolato della nazionale keniota.

## Statistiche

### Presenze e reti nei club
Statistiche aggiornate al 3 marzo 2024.
| Stagione             | Squadra                       | Campionato           | Campionato | Campionato | Coppe nazionali | Coppe nazionali | Coppe nazionali | Coppe continentali | Coppe continentali | Coppe continentali | Altre coppe | Altre coppe | Altre coppe | Totale | Totale | Totale |
| Stagione             | Squadra                       | Comp                 | Pres       | Reti       | Comp            | Pres            | Reti            | Comp               | Pres               | Reti               | Comp        | Pres        | Reti        | Pres   | Reti   |        |
| -------------------- | ----------------------------- | -------------------- | ---------- | ---------- | --------------- | --------------- | --------------- | ------------------ | ------------------ | ------------------ | ----------- | ----------- | ----------- | ------ | ------ | ------ |
| 2011-2012            | Genk                          | D1                   | 6          | 0          | CB              | 0               | 0               | UCL                | 0                  | 0                  | SB          | 0           | 0           | 6      | 0      |        |
| 2012-2013            | Genk                          | D1                   | 6+5        | 0          | CB              | 1               | 0               | UEL                | 4                  | 1                  | -           | -           | -           | 16     | 1      |        |
| 2013-2014            | Genk                          | D1                   | 10+2       | 0          | CB              | 4               | 0               | UEL                | 3                  | 0                  | SB          | 0           | 0           | 19     | 0      |        |
| set. 2014            | Genk                          | D1                   | 1          | 0          | CB              | 0               | 0               | -                  | -                  | -                  | -           | -           | -           | 1      | 0      |        |
| Totale Genk          | Totale Genk                   | Totale Genk          | 23+7       | 0          |                 | 5               | 0               |                    | 7                  | 1                  |             | 0           | 0           | 42     | 1      |        |
| set. 2014-2015       | Lierse                        | D1                   | 16+4       | 1+1        | CB              | 1               | 1               | -                  | -                  | -                  | -           | -           | -           | 21     | 3      |        |
| 2015-2016            | Lierse                        | D2                   | 22         | 7          | CB              | 1               | 0               | -                  | -                  | -                  | -           | -           | -           | 23     | 7      |        |
| 2016-feb. 2017       | Lierse                        | D2                   | 20         | 6          | CB              | 1               | 1               | -                  | -                  | -                  | -           | -           | -           | 21     | 7      |        |
| Totale Lierse        | Totale Lierse                 | Totale Lierse        | 58+4       | 14+1       |                 | 3               | 2               |                    | -                  | -                  |             | -           | -           | 65     | 17     |        |
| 2017                 | Beijing Renhe                 | CL1                  | 23         | 8          | CC              | 0               | 0               | -                  | -                  | -                  | -           | -           | -           | 23     | 8      |        |
| feb.-giu. 2018       | Heilongjiang Huoshan Mingquan | CL1                  | 6          | 2          | CC              | 1               | 0               | -                  | -                  | -                  | -           | -           | -           | 7      | 2      |        |
| 2018                 | Beijing Renhe                 | CSL                  | 14         | 7          | CC              | 0               | 0               | -                  | -                  | -                  | -           | -           | -           | 14     | 7      |        |
| 2019                 | Beijing Renhe                 | CSL                  | 12         | 2          | CC              | 0               | 0               | -                  | -                  | -                  | -           | -           | -           | 12     | 2      |        |
| Totale Beijing Renhe | Totale Beijing Renhe          | Totale Beijing Renhe | 49         | 17         |                 | 0               | 0               |                    | -                  | -                  |             | -           | -           | 49     | 17     |        |
| gen.-giu. 2020       | Reading                       | FLC                  | 5          | 0          | FACup+CdL       | 1+0             | 0               | -                  | -                  | -                  | -           | -           | -           | 6      | 0      |        |
| 2021                 | Vissel Kōbe                   | J1                   | 8          | 0          | CG+CdL          | 2+5             | 0+2             | -                  | -                  | -                  | -           | -           | -           | 15     | 2      |        |
| gen.-giu. 2022       | Buriram Utd                   | T1                   | 13         | 2          | CT+CdL          | 4+4             | 1+1             | -                  | -                  | -                  | -           | -           | -           | 21     | 4      |        |
| 2022-mar. 2023       | Buriram Utd                   | T1                   | 0          | 0          | CT+CdL          | 1+0             | 1               | -                  | -                  | -                  | -           | -           | -           | 1      | 1      |        |
| Totale Buriram Utd   | Totale Buriram Utd            | Totale Buriram Utd   | 13         | 2          |                 | 9               | 3               |                    | -                  | -                  |             | -           | -           | 22     | 5      |        |
| 2023                 | Nanjing Chengshi              | CL1                  | 20         | 1          | CC              | 1               | 1               | -                  | -                  | -                  | -           | -           | -           | 21     | 2      |        |
| gen.-giu. 2024       | Səbail                        | PL                   | 6          | 0          | CA              | 2               | 0               | -                  | -                  | -                  | -           | -           | -           | 8      | 0      |        |
| Totale carriera      | Totale carriera               | Totale carriera      | 199        | 37         |                 | 29              | 8               |                    | 7                  | 1                  |             | 0           | 0           | 235    | 46     |        |

### Cronologia presenze e reti in nazionale
| Cronologia completa delle presenze e delle reti in nazionale ― Kenya | Cronologia completa delle presenze e delle reti in nazionale ― Kenya | Cronologia completa delle presenze e delle reti in nazionale ― Kenya | Cronologia completa delle presenze e delle reti in nazionale ― Kenya | Cronologia completa delle presenze e delle reti in nazionale ― Kenya | Cronologia completa delle presenze e delle reti in nazionale ― Kenya | Cronologia completa delle presenze e delle reti in nazionale ― Kenya | Cronologia completa delle presenze e delle reti in nazionale ― Kenya |
| Data                                                                 | Città                                                                | In casa                                                              | Risultato                                                            | Ospiti                                                               | Competizione                                                         | Reti                                                                 | Note                                                                 |
| -------------------------------------------------------------------- | -------------------------------------------------------------------- | -------------------------------------------------------------------- | -------------------------------------------------------------------- | -------------------------------------------------------------------- | -------------------------------------------------------------------- | -------------------------------------------------------------------- | -------------------------------------------------------------------- |
| 16-10-2012                                                           | Nairobi                                                              | Kenya                                                                | 1 – 2                                                                | Sudafrica                                                            | Amichevole                                                           | -                                                                    | 61’                                                                  |
| 14-11-2012                                                           | Mwanza                                                               | Tanzania                                                             | 1 – 1                                                                | Kenya                                                                | Amichevole                                                           | -                                                                    | 46’                                                                  |
| 18-5-2014                                                            | Nairobi                                                              | Kenya                                                                | 1 – 0                                                                | Comore                                                               | Qual. Coppa d'Africa 2015                                            | -                                                                    |                                                                      |
| 30-5-2014                                                            | Mutsamudu                                                            | Comore                                                               | 1 – 1                                                                | Kenya                                                                | Qual. Coppa d'Africa 2015                                            | 1                                                                    | 23’                                                                  |
| 13-10-2014                                                           | Marrakech                                                            | Marocco                                                              | 3 – 0                                                                | Kenya                                                                | Amichevole                                                           | -                                                                    |                                                                      |
| 7-6-2015                                                             | Kigali                                                               | Kenya                                                                | 2 – 0                                                                | Sudan del Sud                                                        | Amichevole                                                           | -                                                                    |                                                                      |
| 14-6-2015                                                            | Lubumbashi                                                           | Rep. del Congo                                                       | 1 – 1                                                                | Kenya                                                                | Qual. Coppa d'Africa 2017                                            | -                                                                    | 89’                                                                  |
| 6-9-2015                                                             | Nairobi                                                              | Kenya                                                                | 1 – 2                                                                | Zambia                                                               | Qual. Coppa d'Africa 2017                                            | -                                                                    |                                                                      |
| 7-10-2015                                                            | Port Louis                                                           | Mauritius                                                            | 2 – 5                                                                | Kenya                                                                | Qual. Mondiali 2018                                                  | 1                                                                    |                                                                      |
| 11-10-2015                                                           | Nairobi                                                              | Kenya                                                                | 0 – 0                                                                | Mauritius                                                            | Qual. Mondiali 2018                                                  | -                                                                    |                                                                      |
| 29-5-2016                                                            | Nairobi                                                              | Kenya                                                                | 1 – 1                                                                | Tanzania                                                             | Amichevole                                                           | -                                                                    | 81’                                                                  |
| 5-6-2016                                                             | Nairobi                                                              | Kenya                                                                | 2 – 1                                                                | Rep. del Congo                                                       | Qual. Coppa d'Africa 2017                                            | 1                                                                    | 88’                                                                  |
| 30-8-2016                                                            | Kampala                                                              | Uganda                                                               | 0 – 0                                                                | Kenya                                                                | Amichevole                                                           | -                                                                    |                                                                      |
| 4-9-2016                                                             | Chingola                                                             | Zambia                                                               | 1 – 1                                                                | Kenya                                                                | Qual. Coppa d'Africa 2017                                            | 1                                                                    |                                                                      |
| 15-11-2016                                                           | Nairobi                                                              | Kenya                                                                | 1 – 0                                                                | Liberia                                                              | Amichevole                                                           | -                                                                    | 55’                                                                  |
| 10-6-2017                                                            | Freetown                                                             | Sierra Leone                                                         | 2 – 1                                                                | Kenya                                                                | Qual. Coppa d'Africa 2019                                            | -                                                                    |                                                                      |
| 27-3-2018                                                            | Marrakech                                                            | Kenya                                                                | 2 – 3                                                                | Rep. Centrafricana                                                   | Amichevole                                                           | -                                                                    | 52’                                                                  |
| 7-6-2019                                                             | Bondoufle                                                            | Kenya                                                                | 1 – 0                                                                | Madagascar                                                           | Amichevole                                                           | -                                                                    | 65’                                                                  |
| 15-6-2019                                                            | Madrid                                                               | RD del Congo                                                         | 1 – 1                                                                | Kenya                                                                | Amichevole                                                           | -                                                                    | 56’                                                                  |
| 23-6-2019                                                            | Il Cairo                                                             | Algeria                                                              | 2 – 0                                                                | Kenya                                                                | Coppa d'Africa 2019 - 1º turno                                       | -                                                                    |                                                                      |
| 27-6-2019                                                            | Il Cairo                                                             | Kenya                                                                | 3 – 2                                                                | Tanzania                                                             | Coppa d'Africa 2019 - 1º turno                                       | -                                                                    |                                                                      |
| 1-7-2019                                                             | Il Cairo                                                             | Kenya                                                                | 0 – 3                                                                | Senegal                                                              | Coppa d'Africa 2019 - 1º turno                                       | -                                                                    | 57’ 81’                                                              |
| 8-9-2019                                                             | Nairobi                                                              | Kenya                                                                | 1 – 1                                                                | Uganda                                                               | Amichevole                                                           | -                                                                    |                                                                      |
| 14-11-2019                                                           | Alessandria d'Egitto                                                 | Egitto                                                               | 1 – 1                                                                | Kenya                                                                | Qual. Coppa d'Africa 2021                                            | -                                                                    | 30’                                                                  |
| 11-11-2020                                                           | Nairobi                                                              | Kenya                                                                | 1 – 1                                                                | Comore                                                               | Qual. Coppa d'Africa 2021                                            | -                                                                    | 83’                                                                  |
| 15-11-2020                                                           | Iconi                                                                | Comore                                                               | 2 – 1                                                                | Kenya                                                                | Qual. Coppa d'Africa 2021                                            | -                                                                    |                                                                      |
| 7-9-2023                                                             | Al Wakrah                                                            | Qatar                                                                | 1 – 2                                                                | Kenya                                                                | Amichevole                                                           | -                                                                    | 46’                                                                  |
| 16-10-2023                                                           | Aksu                                                                 | Russia                                                               | 2 – 2                                                                | Kenya                                                                | Amichevole                                                           | -                                                                    | 61’                                                                  |
| 16-11-2023                                                           | Franceville                                                          | Gabon                                                                | 2 – 1                                                                | Kenya                                                                | Qual. Mondiali 2026                                                  | -                                                                    | 78’                                                                  |
| 20-11-2023                                                           | Abidjan                                                              | Seychelles                                                           | 0 – 5                                                                | Kenya                                                                | Qual. Mondiali 2026                                                  | -                                                                    | 66’                                                                  |
| 23-3-2024                                                            | Lilongwe                                                             | Malawi                                                               | 0 – 4                                                                | Kenya                                                                | Amichevole                                                           | 1                                                                    | 85’                                                                  |
| 26-3-2024                                                            | Lilongwe                                                             | Zimbabwe                                                             | 1 – 3                                                                | Kenya                                                                | Amichevole                                                           | -                                                                    | 90+2’                                                                |
| Totale                                                               |                                                                      | Presenze                                                             | 32                                                                   |                                                                      | Reti                                                                 | 5                                                                    |                                                                      |

## Palmarès

### Club

#### Competizioni nazionali
- Supercoppa del Belgio: 1

Genk: 2011
- Coppa del Belgio: 1

Genk: 2012-2013
- Thai League 1: 1

Buriram United: 2021-2022
- Thai FA Cup: 1

Buriram United: 2021-2022
- Thai League Cup: 1

Buriram United: 2021-2022